# Bill Sage
William "Bill" Sage III (nascido em 3 de abril de 1962) é um ator americano. Ele é conhecido por suas colaborações com o diretor Hal Hartley. Sage apareceu em mais de 90 filmes, sendo os mais notáveis American Psycho (2000), We Are What We Are (2013), Every Secret Thing (2014) e Wrong Turn (2021).

## Vida e carreira
Sage nasceu e foi criado na Cidade de Nova Iorque e se formou na State University of New York at Purchase. Ele fez sua estreia nas telas aparecendo no filme de comédia dramática de 1989 The Unbelievable Truth, escrito e dirigido por Hal Hartley. Sage mais tarde apareceu em vários outros filmes de Hartley, como Trust (1990), Simple Men (1992) e Flirt (1995), e outros filmes independentes. Ele interpretou Tom Baker no filme de drama biográfico de 1996 I Shot Andy Warhol dirigido por Mary Harron, e mais tarde apareceu em seu filme de terror psicológico American Psycho (2000). Ele recebeu duas indicações ao Fangoria Chainsaw Awards por atuações nos filmes de terror We Are What We Are (2013) e Wrong Turn (2021).
Na televisão, Sage fez aparições como ator convidado em Sex and the City, Melrose Place, CSI: Crime Scene Investigation, Third Watch, NCIS, Law & Order, Law & Order: Special Victims Unit, Law & Order: Criminal Intent, Person of Interest, Orange Is the New Black e The Good Fight. Ele teve papéis recorrentes em Nurse Jackie (2010–11), Boardwalk Empire (2011) e Power (2017–18). Sage também estrelou a primeira temporada da série dramática da Sundance TV, Hap and Leonard.

## Filmografia

### Cinema
| Ano  | Título                                          | Personagem                | Notas          |
| ---- | ----------------------------------------------- | ------------------------- | -------------- |
| 1989 | The Unbelievable Truth                          | Gus                       |                |
| 1989 | Sidewalk Stories                                | Homem na carruagem        |                |
| 1990 | Trust                                           | John Bill                 |                |
| 1991 | Theory of Achievement                           | -                         | Curta-metragem |
| 1992 | Ambition                                        | -                         | Curta-metragem |
| 1992 | Laws of Gravity                                 | Amigo do Cara             |                |
| 1992 | Simple Men                                      | Dennis McCabe             |                |
| 1993 | Rift                                            | Tom                       |                |
| 1994 | Babylon: la paura è la migliore amica dell'uomo | Charles Forrester         |                |
| 1994 | A Counter Fancy                                 | Homem da Garrafa Térmica  |                |
| 1995 | The Perez Family                                | Steve Steverino           |                |
| 1995 | Affair Play                                     | Mickey Davis              |                |
| 1995 | Flirt                                           | Bill                      |                |
| 1995 | Two Plus One                                    | Mark                      |                |
| 1996 | I Shot Andy Warhol                              | Tom Baker                 |                |
| 1996 | If Lucy Fell                                    | Dick                      |                |
| 1996 | Boys                                            | Oficial Bill Martone      |                |
| 1997 | Jagd nach CM 24                                 | Jacob Hofstetter          | Telefilme      |
| 1997 | Cost of Living                                  | Converse                  |                |
| 1998 | Too Tired to Die                                | Soldado Branco            |                |
| 1998 | High Art                                        | Arnie                     |                |
| 1998 | Chainsmoker                                     | Yuppie de escritório      | Curta-metragem |
| 1998 | Somewhere in the City                           | Justin                    |                |
| 1998 | Remembering Sex                                 | Matt Devlin               | Telefilme      |
| 1999 | Roberta                                         | Philip                    |                |
| 1999 | The Insider                                     | Jovem Estagiário Intenso  |                |
| 2000 | American Psycho                                 | David Van Patten          |                |
| 2000 | Urbania                                         | Chuck                     |                |
| 2000 | Double Parked                                   | Karl Severson             |                |
| 2000 | Boiler Room                                     | Agente do FBI David Drew  |                |
| 2001 | Mourning Glory                                  | Micahel Fanelli           |                |
| 2001 | No Such Thing                                   | Carlo                     |                |
| 2001 | Stray Dogs                                      | Myers Carter              |                |
| 2001 | Glitter                                         | Pai de Billie             |                |
| 2001 | On the Borderline                               | Dean                      |                |
| 2001 | Grownups                                        | Chuck                     |                |
| 2001 | The Atlantis Conspiracy                         | Jon                       | Telefilme      |
| 2002 | Desert Saints                                   | Agente Davis              |                |
| 2002 | Evenhand                                        | Oficial Ted Morning       |                |
| 2002 | For Earth Below                                 | Phillip                   | Curta-metragem |
| 2003 | The Maldonado Miracle                           | Lyle                      | Telefilme      |
| 2003 | Sin                                             | Detetive Cal Brody        |                |
| 2004 | Mysterious Skin                                 | Treinador                 |                |
| 2005 | The Girl from Monday                            | Jack Bell                 |                |
| 2005 | Shooting Vegetarians                            | Promotor                  |                |
| 2006 | Heavens Fall                                    | Thomas Knight Jr.         |                |
| 2006 | The Handyman                                    | Caleb Tucker              | Curta-metragem |
| 2007 | If I Didn't Care                                | Davis Myers               |                |
| 2007 | One Night                                       | Larry                     |                |
| 2008 | Tennessee                                       | Roy                       |                |
| 2008 | The New Twenty                                  | Robert Cameron            |                |
| 2009 | Precious                                        | Sr. Wicher                |                |
| 2009 | Handsome Harry                                  | Pauly                     |                |
| 2009 | Off Season                                      | Homem                     | Curta-metragem |
| 2009 | Stanley                                         | Stanley                   | Curta-metragem |
| 2010 | The Scientist                                   | Dr. Marcus Ryan           |                |
| 2010 | Boy Wonder                                      | Terry Donovan             |                |
| 2011 | The Green                                       | Leo                       |                |
| 2011 | Sweet Little Lies                               | Roach                     |                |
| 2012 | Electrick Children                              | Tim                       |                |
| 2012 | Surviving Family                                | Jerry Malone              |                |
| 2012 | Bad Parents                                     | Dan                       |                |
| 2013 | We Are What We Are                              | Frank Parker              |                |
| 2013 | Blumenthal                                      | Entrevistador             |                |
| 2014 | Cold in July                                    | Locutor de beisebol (voz) |                |
| 2014 | Born to Race: Fast Track                        | Frank                     | Vídeo          |
| 2014 | Every Secret Thing                              | Dave Fuller               |                |
| 2014 | Ascent to Hell                                  | Sr. Browning              |                |
| 2014 | Shockwave, Darkside                             | Dalton                    |                |
| 2014 | Ned Rifle                                       | Bud                       |                |
| 2014 | Then There Was                                  | Frank                     |                |
| 2015 | The Boy                                         | Xerife Deacon Whit        |                |
| 2015 | Fan Girl                                        | Mike Bovary               | Telefilme      |
| 2015 | The Taking of Ezra Bodine                       | Dean                      | Curta-metragem |
| 2015 | The Preppie Connection                          | Mike Hammel               |                |
| 2015 | The Sphere and the Labyrinth                    | Andrew                    |                |
| 2016 | AWOL                                            | Roy                       |                |
| 2016 | Fender Bender                                   | O Motorista               |                |
| 2016 | Delinquent                                      | Rich                      |                |
| 2016 | The Archer                                      | Bob Patrice               |                |
| 2016 | Welcome to Willits                              | Brock                     |                |
| 2016 | Raw                                             | Ritchie                   |                |
| 2017 | All Summers End                                 | Sr. Turner                |                |
| 2017 | The Price                                       | John Kocher               |                |
| 2018 | After Everything                                | Paul                      |                |
| 2018 | The Big Take                                    | Jack Girardi              |                |
| 2019 | The Wave                                        | Jonas                     |                |
| 2020 | The Dinner Party                                | Carmine                   |                |
| 2020 | The Pale Door                                   | Dodd                      |                |
| 2020 | The Catch                                       | Tom McManus               |                |
| 2021 | Wrong Turn                                      | Venable                   |                |
| 2021 | Payback                                         | Randy                     |                |
| 2021 | April Showers                                   | Homem                     | Curta-metragem |
| 2022 | Edward                                          | Edward Williams           | Curta-metragem |
| 2023 | The Unheard                                     | Pai                       |                |
| 2023 | Hayseed                                         | Leo Hobbins               |                |

### Televisão
| Ano     | Título                            | Personagem             | Notas                                      |
| ------- | --------------------------------- | ---------------------- | ------------------------------------------ |
| 1998    | Sex and the City                  | Kurt Harrington        | Episódio: "Sex and the City"               |
| 2000    | The Street                        | -                      | Episódio: "The Ultimatum"                  |
| 2002    | CSI: Crime Scene Investigation    | Frank McBride          | Episódio: "The Hunger Artist"              |
| 2003    | The Handler                       | Roger DuGay            | Episódio: "Hardcore"                       |
| 2004    | Third Watch                       | Orland                 | Elenco convidado: Temporadas 5-6           |
| 2004    | Law & Order: Criminal Intent      | Oficial Tommy Callahan | Episódio: "Consumed"                       |
| 2005    | CSI: Miami                        | Brad Manning           | Episódio: "Recoil"                         |
| 2006    | Numb3rs                           | Scott Winnard          | Episódio: "Mind Games"                     |
| 2008    | Cashmere Mafia                    | Bobby Walsh            | Elenco recorrente                          |
| 2008    | NCIS                              | Reed Talbot            | Episódio: "Capitol Offense"                |
| 2009    | Law & Order                       | Kevin Morton           | Episódio: "Dignity"                        |
| 2010    | Law & Order: Criminal Intent      | Forrest Caruso         | Episódio: "Traffic"                        |
| 2010-11 | Nurse Jackie                      | Bill                   | Elenco recorrente: Temporada 2-3           |
| 2011    | Boardwalk Empire                  | Solomon Bishop         | Elenco recorrente: Temporada 2             |
| 2012    | Person of Interest                | Reddy                  | Episódio: "The Contingency"                |
| 2013    | White Collar                      | Andrew Dawson          | Elenco recorrente: Temporada 5             |
| 2014    | Law & Order: Special Victims Unit | Bobby Masconi          | Episódio: "Jersey Breakdown"               |
| 2014    | Elementary                        | Jake Picardo           | Episódio: "Corpse de Ballet"               |
| 2016    | Hap and Leonard                   | Howard                 | Elenco principal: Temporada 1              |
| 2017    | Orange Is the New Black           | Governador Hutchinson  | Elenco recorrente: Temporada 5             |
| 2017–18 | Power                             | Sammy                  | Elenco recorrente: Temporada 4-5           |
| 2019    | Reprisal                          | Jukes                  | Elenco recorrente                          |
| 2020    | You Must Remember This            | Larry McMurtry (voz)   | Elenco recorrente                          |
| 2021    | Magnum P.I.                       | Elliot Hamler          | Episódio: "The Big Payback"                |
| 2021    | The Good Fight                    | Joey Battle            | Episódio: "And the Fight Had a Détente..." |
| 2022    | Bull                              | Thomas Krenell         | Episódio: "Family Matters"                 |